# Odăile (okręg Buzău)
Odăile – wieś w Rumunii, w okręgu Buzău, w gminie Odăile. W 2011 roku liczyła 59 mieszkańców.